# Obscure Ride
「Obscure Ride」（オブスキュア ライド）は日本の3ピースバンドceroのスタジオ・アルバム。バンドの3枚目となるアルバムは2015年5月27日にカクバリズムよりリリースされた。ファンク、ヒップホップを始めとするブラックミュージックへ接近した音楽性を持って制作された本作は音楽業界各所で高い評価を受け、CDショップ大賞などを始めとするアワードでの受賞を果たしている。

## 制作背景
- ceroは高城晶平、荒内佑、柳智之らによって2004年に結成された。2006年に橋本翼が加入し、2011年に柳が脱退し現在の正式メンバー3人、ライブパフォーマンスではサポートメンバーを交えた7人にもなる体制を取った。バンドは2011年にカクバリズム1枚目のアルバム「WORLD RECORD」、翌年に「My Lost City」をリリースし、「Obscure Ride」は通算3枚目のアルバムとなる[3]。

## 構成
「Obscure Ride」は13曲で構成される、メンバー全員が作詞作曲を手がけている。「C.E.R.O」は高城晶平が作詞作曲を手がけたファンクミュージック調の楽曲。歌詞ではceroがコンセプトとして掲げる「Contemporary Exotica Rock Orchestra」を捩った「Contemporary Eclectic Replica Orchestra」というフレーズが用いられ、バンドの音楽性とアルバムコンセプトを俯瞰した内容となっている。荒内佑によって作詞作曲された「Yellow Magus(Obscure)」は2013年にリリースされたEPのリードトラックだが、アルバム制作にあたって大幅なリアレンジが施されたバージョンが収録されている。「Elephant Ghost」は荒内が作曲を手がけ、作詞は荒内と高城の共作によって制作された。歌詞ではアルバム「WORLD RECORD」のタイトルトラック「ワールドレコード」との繋がりがある。「Summer Soul」は荒内によって作詞作曲がなされた。前のトラックがアルバムコンセプトを意識しているのに対して、この楽曲はコンセプトから切り離してスタンドアローンでも聴けるR&Bナンバーで、Joey Badassのインストゥルメンタル曲を下敷きにした即興の鼻歌を元に制作された、アルバムの基調を作るメロウナンバーである。「Rewind Interlude」入るインストゥルメンタルトラック。ceroはアルバムレコーディングの時々にサポートメンバーを加えた即興のセッションを挟んでおり、「ticktack」のレコーディングの際のメンバーで行われたセッションの雰囲気が良好だったためにインタールードとして採用された。「ticktack」は高城が作詞作曲を手がけ、A Tribe Called Questの「Electric Relaxation」を意識して3小節ループのトラックが採用された。「Orphans」は橋本翼が作曲、高城が作詞を手がけており、アルバムリリースから5年前に制作されたデモ楽曲が元となっている。歌詞では日常へ不満を抱える男女の学生ふたりにフォーカスがあてられた物語が描かれ、アルバムの群像劇のような作品性を象徴するような内容である。「Roji」は高城が作詞作曲を手がけた楽曲で、タイトルは高城が母と共に経営するカフェバー「阿佐ヶ谷Roji」から取られている。「C.E.R.O」の対の楽曲として制作されており、「C.E.R.O」が現実のパラレルワールドにある阿佐ヶ谷Rojiを舞台とした作品であるのに対して「Roji」は現実世界の阿佐ヶ谷Rojiでの状況が描かれており、歌詞やトラックの節々にその意匠がある。「DRIFTIN'」は橋本が作曲、高城が作詞を手がけている。ceroが所属するカクバリズムの代表取締役である角張渉の「シンガロングできる曲が欲しい」というオーダーを受けて急遽制作された、ポップスへの接近とアルバムコンセプトの両立を求めたキャッチーなナンバー。「夜去」は高城が作詞作曲を手がけたニュー・ソウルへ接近したナンバー。「Wayang Park Banquet」は荒内が作曲、荒内と高城が共同で作詞を手がけている。楽曲は8分の6拍子と4分の4拍子の比較的大衆的なポリリズムで構成され、構造主義的な印象の強いナンバー。「Narcolespsy Driver」は橋本が作曲、高城が作詞を手がけており、サンプリング・ミュージックと生演奏の中間を狙ったナンバー。デモ楽曲を元にした楽曲が複数収録されている中で、この楽曲は1から制作されている。「FALLIN'」は高城が作詞作曲を手がけており、高城が時たまに見る夢の中で覚える思考を表現しようと試みたナンバー。

## 受賞と評価
- 本作は、CDショップ大賞2016では上位入賞8作品へ選出され、投票した山野楽器調布パルコ店の小林万左志は「「現在」と「過去」を自在に切り取って最新型の日本を見事に描いた傑作」と評している[6]。
- 音楽ジャーナリストの宇野維正はThe Sign Magazineのディスクレビューにおいて「素晴らしく刺激的で、愉快で、心が躍る作品だ。そして、同時代において日本のメジャー／インディ問わず何か特定のシーンと強引に結びつけたりするのがバカらしくなるほど孤立した作品だ」と評した。
- 音楽評論家の岡村詩野は同レビューにおいて本作を「レプリカ・ブラック・ミュージック」と評し、「日本で今、こういう作品が誕生したことを誇りに思う」と絶賛した[7]。
- The Sign Magazineが企画した2015年年間ベストアルバムランキングにおいて本作は5位に選出され、国内ミュージシャンの中では最高位となった。ライターの宇野維正は選出理由として、ディアンジェロとケンドリック・ラマーが台頭していた2015年において、本作が国内のポップミュージックの旗印として後年まで愛される作品であると評している[8]。
- 本作は、『ミュージックマガジン』2021年3月号掲載の「特集 [決定版] 2010年代の邦楽アルバム・ベスト100」では、第5位に選ばれている[9]。ライターの栗本斉は、選出に際してのコメントで、本作を「ケンドリック・ラマ―、ディアンジェロ、ロバート・グラスパーといったキーパーソンとその周辺の動きは日本でも注目されたが、このあたりを最も巧妙に日本のポップス/ロックとして落とし込んだ」作品だとし、「今だ誰も辿り着いていない孤高のポジションにある傑作」だと評価した[9]。

## チャート成績
「Obscure Ride」は日本の最主要チャートであるオリコンランキング週間アルバムランキングで8位、Billboard JAPAN Hot Albumsにおいて7位へ登場し、いずれも初のトップ10入を果たしている。

## 収録曲
| #         | タイトル                  | 作詞             | 作曲      | 時間  |
| --------- | ------------------------- | ---------------- | --------- | ----- |
| 1.        | 「C.E.R.O」               | 高城晶平         | 高城晶平  | 3:46  |
| 2.        | 「Yellow Magus(Obscure)」 | 荒内佑           | 荒内佑    | 5:44  |
| 3.        | 「Elephant Ghost」        | 荒内佑、高城晶平 | 荒内佑    | 5:09  |
| 4.        | 「Summer Soul」           | 荒内佑           | 荒内佑    | 5:38  |
| 5.        | 「Rewind Interlude」      |                  | cero      | 1:08  |
| 6.        | 「ticktack」              | 高城晶平         | 高城晶平  | 4:31  |
| 7.        | 「Orphans」               | 高城晶平         | 橋本翼    | 4:55  |
| 8.        | 「Roji」                  | 高城晶平         | 高城晶平  | 5:10  |
| 9.        | 「DRIFTIN'」              | 高城晶平         | 橋本翼    | 4:46  |
| 10.       | 「夜去」                  | 高城晶平         | 高城晶平  | 5:14  |
| 11.       | 「Wayang Park Banquet」   | 荒内佑、高城晶平 | 荒内佑    | 3:59  |
| 12.       | 「Narcolepsy Driver」     | 高城晶平         | 橋本翼    | 6:17  |
| 13.       | 「FALLIN'」               | 高城晶平         | 高城晶平  | 6:25  |
| 合計時間: | 合計時間:                 | 合計時間:        | 合計時間: | 62:42 |

DVD Wayang Paradise（初回盤特典）
| #   | タイトル                      | 作詞 | 作曲・編曲 |
| --- | ----------------------------- | ---- | ---------- |
| 1.  | 「ワールドレコード」          |      |            |
| 2.  | 「わたしのすがた」            |      |            |
| 3.  | 「exotic penguin night」      |      |            |
| 4.  | 「マイ・ロスト・シティー」    |      |            |
| 5.  | 「Contemporary Tokyo Cruise」 |      |            |
| 6.  | 「roof」                      |      |            |
| 7.  | 「Bird Call」                 |      |            |
| 8.  | 「outdoors」                  |      |            |
| 9.  | 「cloudnine」                 |      |            |
| 10. | 「マクベス」                  |      |            |
| 11. | 「（I Found it） Back Beard」 |      |            |
| 12. | 「あとがきにかえて」          |      |            |